# Физико-технический институт имени С. У. Умарова

## История
Первые научные исследования в области физической науки в системе Национальной академии наук Таджикистана (до 20.03.2020 — Академия наук Республики Таджикистан) связаны с организацией в 1957 году по инициативе президента Академии наук Таджикистана академика АН Таджикской ССР и АН Узбекской ССР Султона Умаровича Умарова Отдела физики и математики. Одновременно начинается интенсивная и целенаправленная подготовка научных кадров в области физики — многие молодые специалисты с неуёмной жаждой знаний, которых привлекал неизведанный мир исканий и открытий, были направлены в ведущие научные центры АН СССР, академий наук Белоруссии, Азербайджана, Узбекистана и других братских республик.

Первые научно-исследовательские работы Отдела физики и математики были посвящены изучению комплексных физических, физико-химических и структурных свойств бинарных и сложных полупроводниковых соединений, взаимодействия отрицательных ионов с поверхностью металлов, разработке методов повышения чувствительности эмиссионного спектрального анализа, некоторым проблемам ядерной физики. С 1 июня 1964 года на базе действующих лабораторий Отдела физики и математики, в стенах которых решались перечисленные проблемы физической науки, был организован Физико-технический институт, по праву носящий имя своего организатора — академика Султона Умаровича Умарова.

|  |

В протоколе заседания Коллегии Государственного комитета по координации научно-исследовательских работ СССР от 11 апреля 1964 года за № 27 «Об упорядочении сети научных учреждений Академии наук Таджикской ССР» записано: «Принять предложение Совета Министров Таджикской ССР и Президиума Академии наук СССР об организации в Академии наук Таджикской ССР Физико-технического института на базе Отдела физики и математики». За сухими строками выписки из протокола чувствуется огромная энергия академика С. У. Умарова, его дар и умение убеждать высокие инстанции в необходимости создания новых институтов в системе Академии наук Таджикистана.

В Постановлении ЦК КП Таджикистана и Совета Министров Таджикской ССР от 29 мая 1964 г. за № 228 отмечено: «Учитывая большие заслуги академика С. У. Умарова в области развития науки и физических исследований в республике и в целях увековечивания его памяти, присвоить физико-техническому институту Академии наук Таджикской ССР имя академика С. У. Умарова и впредь именовать его: Физико-технический институт Академии наук Таджикской ССР им. академика С. У. Умарова».

Создание Физико-технического института им. С. У. Умарова явилось большим событием в жизни АН Республики Таджикистан. Была заложена основа дальнейшего планомерного развития физико-математических исследований в республике, решения важных народно-хозяйственных задач, разработки и внедрения новых технологий в промышленности страны. В институте развёртываются исследования в области фундаментальных и прикладных проблем ядерной физики, физики твёрдого тела и полупроводников.

У истоков становления и развития физической науки в Республике Таджикистан стояли доктор физико-математических наук, профессор, Заслуженный деятель науки Таджикской ССР, академик Акобир Адхамович Адхамов — первый директор института, возглавлявший Физико-технический институт до 1992 года, доктора физико-математических наук, профессора Латиф Шарифович Ходжаев и Бахрулло Нарзуллаев, кандидат физико-математических наук Н. М. Хашимов.

Под непосредственным руководством академика А. А. Адхамова сформировались все основные направления научных исследований, развиваемые в институте. Академик А. А. Адхамов организовал и руководил работой отдела теоретической физики и лаборатории физической акустики. Под его руководством были организованы лаборатории диэлектрических материалов, квантовой электроники, криогенной техники, лаборатория гелиотехники. Он являлся руководителем научно-исследовательских тем по теоретической физике, проблемам физической акустики и физики сегнетоэлектрических материалов.

Академик А. А. Адхамов являлся крупным специалистом в области теоретической физики, основные направления его исследований лежали в области молекулярно-кинетической теории газов и жидкостей, молекулярной акустики и теории фазовых переходов. Им была развита кинетическая теория неравновесных процессов в жидкостях, в том числе распространения ультразвуковых волн в жидкостях, молекулярная теория вязкоупругих свойств жидкостей, теория резонансного поглощения ультразвука в конденсированных средах. Им предложена кинетическая теория процессов и флуктуационных явлений в жидкостях вблизи критической точки, изучены особенности теплофизических, динамических и оптических свойств дефектных кристаллов. Эти фундаментальные научно-исследовательские работы в области статистической теории конденсированных сред и молекулярной акустики явились основой для развития ряда направлений теоретических исследований в созданной им школе теоретиков. К плеяде талантливых физиков-теоретиков школы академика А. А. Адхамова относятся академик С.Одинаев, член-корр. Т. Х. Салихов, профессора М. И. Салахутдинов, А.Асоев, В. И. Лебедев, А.Ашуров, кандидаты физико-математических наук, доценты А.Абдурасулов, Х.Насруллоев и ряд других учёных, внёсших свой вклад в развитие физической науки в нашей стране.

Академик А. А. Адхамов являлся одним из крупных организаторов науки в Таджикистане. Под его руководством Физико-технический институт превратился в большой центр фундаментальных физических исследований, оснащённый современными приборами и оборудованием, ведущий комплексные физические исследования по различным проблемам современной физики и техники. Под его руководством институт вёл широкую работу по внедрению достижений научно-технической мысли в народное хозяйство и стал центром подготовки квалифицированных специалистов для различных отраслей промышленности Таджикистана.

При поддержке и напутствии академика А. А. Адхамова были подготовлены высококвалифицированные кадры — академик Р. М. Марупов, член-корреспондент И. И. Исмоилов, профессора Б. С. Умаров, Ш. С. Мазитов, Ш. М. Мавлонов, Х. М. Курбанов, М. А. Султанов. Следующее поколение физиков таких, как академик С.Одинаев, академик Х. М. Ахмедов, член-корр. Т. Х. Салихов, У.Мадвалиев, профессора М. И. Салахутдинов, С. Ш. Ахмедов, Ф.Нормуродов; доктора физико-математических наук: Н.Мухторов, С. Ф. Абдуллаев, Н. Н. Шкляр, Ю. М. Шукринов; доктор химических наук Т.Шукуров, кандидаты физико-математических наук И. Б. Бободжонов, А. А. Джураев, С. Н. Сакиев, А.Холов, Р. А. Кариева, К.Кабутов, И.Рахимов, Б.Назаров, В.Салимов, Ш. Ш. Азимов, М. Н. Цейтлин, В. М. Николаев и многие другие, внесло свой весомый вклад в развитие института своими научными исследованиями и полученными результатами.

За 15 лет после создания института, уже к 1979 году в структуре института были организованы и работали следующие научные подразделения:

- Лаборатория ядерной физики, созданная в 1962 году, занимается разработкой прикладных проблем ядерной физики, исследованиями взаимодействия космических частиц с ядрами различных элементов при высоких и сверхвысоких энергиях (Эксперимент «Памир»);
- Лаборатория физики полупроводников, созданная в 1962 году, занималась исследованием кинетических явлений в полупроводниках;
- Лаборатория физики прочности, созданная в 1962 году, занималась исследованиями в области физики прочности металлов;
- Лаборатория оптики и спектроскопии, созданная в 1964 году, проводит исследования по молекулярной спектроскопии веществ;
- Лаборатория активационного анализа, созданная в 1966 году, разрабатывает проблемы прикладной ядерной физики и ядерно-физических методов исследования элементного состава и структуры вещества для исследований в смежных областях науки и народном хозяйстве;
- Сектор теоретической физики, созданный в 1967 году, разрабатывает молекулярно-кинетическую теорию конденсированных систем, необратимые процессы в конденсированных средах, фазовые переходы и критические явления, теоретико-полевые методы исследования квантовых систем;
- Лаборатория ультразвука, созданная в 1967 году, разрабатывала проблемы молекулярной акустики, акустических свойств молекулярных и жидких кристаллов, а также разрабатывала методы неразрушающего контроля для нужд народного хозяйства;
- Лаборатория рентгеноструктурного анализа, созданная в 1968 году, занимается выращиванием новых кристаллов и исследованием их структуры;
- Лаборатория квантовой электроники, созданная в 1971 году, разрабатывает проблемы получения и использования полупроводникового лазерного излучения;
- Криогенная лаборатория, созданная в 1972, исследует физические свойства проводников при низких температурах, в настоящее время разрабатывает вопросы создания инструментов крио-магнитотерапии для нужд медицины;
- Лаборатория оптоакустики, созданная в 1976 году, работает в области спектроскопии твёрдого тела и комбинационного рассеяния света.

В следующие 15 лет, к 1994 году, в институте функционировали 11 лабораторий, 2 Отдела и 4 группы, которые вели научные исследования по шести основным направлениям, охватывающим 17 тем.

С 1991 по 1999 годы институт возглавлял известный учёный в области спектроскопии высокомолекулярных соединений, доктор технических наук, профессор, Заслуженный деятель науки Республики Таджикистан, Лауреат Государственной премии Республики Таджикистан им. Абуали ибн Сино в области науки и техники, академик Рахим Марупов.

Академиком Р. Маруповым были разработаны специальные методы, позволившие впервые систематизировать спектроскопические признаки и выявить тонкие структурные особенности хлопковых волокон различного происхождения, волокон здоровых и поражённых вилтом растений. Исследованы особенности молекулярной структуры хлопковой целлюлозы в процессе её биосинтеза, волокон хлопка и льна, нитратов целлюлозы и установлены закономерности изменения молекулярно-динамических параметров спектров ЭПР и их корреляция с физико-механическими свойствами.

С 1999 по 2001 годы институт возглавлял доктор физико-математических наук, профессор, академик, Деятель науки и техники Таджикистана Саидмухамад Одинаев, крупный специалист в области молекулярно-кинетической теории жидкостей. Им разработана теория структурной релаксации классических жидкостей, её приложения в исследовании электролитов, магнитных жидкостей и других видов классических жидкостей. Академик С.Одинаев внёс большой вклад в подготовку научных кадров Республики Таджикистан, под его руководством защищён ряд докторских и кандидатских диссертаций.

С.Одинаев внёс большой вклад в развитие высшей школы Республики Таджикистан, возглавив в последующем Таджикский технический университет им. академика М. С. Асимова и Таджикский национальный университет — основные кузницы кадров республики в области точных, естественных и технических наук. Благодаря его деятельности значительно укрепилась связь института с высшими учебными заведениями республики, наметилась положительная тенденция в притоке молодых специалистов в академическую науку. На посту вице-президента Академии наук академик С. Одинаев вёл большую работу по организации внедрения достижений науки и техники в промышленных предприятиях города Душанбе, проявляя большую заботу о насущных нуждах институтов Отделения физико-математических, химических, геологических и технических наук.

В 2001—2005 годы институт возглавлял кандидат физико-математических наук, доцент Анвар Абдурасулович Абдурасулов, продолжатель школы академика А. А. Адхамова и академика С.Одинаева, известный специалист в области молекулярно-кинетической теории асимметричных жидкостей, электролитов и жидких кристаллов. А. А. Абдурасулов внёс большой вклад в развитие связей института с Международным научно-техническим центром, активное включение сотрудников института в международное научно-техническое сотрудничество со странами Евросоюза, США и Канады. Благодаря проектам Международного научно-технического центра был обеспечен выход в интернет, доступ к современным электронным базам данных научных публикаций и т. д. На посту ректора Таджикского технического университета им. академика М. С. Асимова А. А. Абдурасулов всемерно содействовал укреплению связей академической и вузовской науки, привлечению молодёжи в фундаментальную и прикладную науку.

С 2006 года по 2017 год институт возглавлял доктор физико-математических наук, профессор, академик Академии наук Республики Таджикистан Хикмат Халимович Муминов, известный специалист в области нелинейной математической физики и теории конденсированных сред.

В настоящее время директором института является кандидат физико-математических наук Фарход Шокир.

## Состав и структура
На данный момент институт включает в себе следующие подразделения:

1) Отдел наноматериалов и нанотехнологии

— Сектор теоретической физики

— Лаборатория физики кристаллов

— Лаборатория физической акустики

— Лаборатория физики низких температур и сверхпроводимости

2) Международный центр ядерно-физических исследований (МЦЯФИ)

3) Центр исследования и использования возобновляемых источников энергии (ЦИИВИЭ)

4) Лаборатория физики атмосферы

5) Лаборатория квантовой электроники
6) Лаборатория молекулярной спектроскопии
7) Вычислительный кластер
8) Отдел информатизации
9) Отдел связи науки и производства
10) Станция производства жидкого азота

## Основные направления и результаты исследований
Научно-исследовательские работы подразделениях института охватывают следующие основные направления:

— ядерная физика;

— теоретическая физика;

— физика конденсированного состояния;

— оптика, квантовая электроника;

— физико-технические проблемы энергетики;

— физика атмосферы;

— применение физических методов исследования в медицине;

по которым решаются следующие проблемы:
— ядерно-физические методы исследования;

— космические лучи и физика сверхвысоких энергий;

— физика полупроводников;

— образование и структура кристаллов;

— физика сегнетоэлектриков и диэлектриков;

— физика конденсированных сред при низких температурах;

— спектроскопия;

— когерентная нелинейная оптика (квантовая электроника);

— акустика;

— изучение физических процессов в атмосфере;

— возобновляемые источники энергии.

По направлению «Ядерная физика» решаются проблемы ядерно-физических методов исследования, а также проводятся исследования в области физики космических лучей и сверхвысоких энергий.

## Эксперимент «Памир» и исследование космических лучей
Исследования космических лучей начались ещё в Отделе физики и математики с исследования несохранения чётности при захвате мю-мезонов космических лучей различными ядрами вещества с целью изучения асимметрии вылета нейтронов в зависимости от спина ядра. Исследования базировались на результатах, полученных на высоте 3860 м над уровнем моря в Мургабском районе Горно-Бадахшанской автономной области.

В 1971 году по инициативе Физического института Академии наук СССР (ФИАН им. П. Н. Лебедева) на Памире в урочище Ак-Архар на высоте 4360 м над уровнем моря начались совместные исследования с учёными нашего института по изучению взаимодействия элементарных частиц и нуклонов с нуклонами и ядрами при энергиях выше 1012 эВ (эксперимент «Памир»). В ходе эксперимента была собрана установка рентген-эмульсионной камеры с площадью 1000 кв.м. В выполнении заданий эксперимента «Памир» принимали также участие ФТИ им. С. В. Стародубцева АН Уз. ССР, Институт ядерных исследований АН СССР, Научно-исследовательский институт ядерной физики им. Д. В. Скобельцина МГУ, Институт физики высоких энергий АН Каз. ССР, Институт физики АН Груз. ССР. В 1987 г. в Париже на XVII Международной конференции по космическим лучам было подписано соглашение о создании суперсотрудничества «Памир-Чакалтая», которое объединяло усилия физиков восьми стран: России, Японии, Польши, Бразилии, Боливии, Грузии, Узбекистана и Таджикистана.

В эксперименте «Памир» наблюдался ряд уникальных и редких явлений, таких как суперсемейство «Ситора», образованное частицей с энергией порядка 10^17 эВ. Энергия взаимодействия частиц первичного космического излучения суперсемейства «Таджикистан» составляла 10^18 эВ — это наибольшая энергия взаимодействия частиц из всех зарегистрированных в мировой практике с использованием больших рентген-эмульсионных камер.

Начатый в 1971 году эксперимент «Памир» вылился в Соглашение между Правительством Республики Таджикистан и Правитель-ством Российской Федерации о создании и деятельности Международного научно-исследовательского центра «Памир-Чакалтая» (МНИЦ-ПЧ), подписанное в августе 2008 г. для проведения совместных ядерно- и астро-физических исследований космических лучей сверхвысоких энергий.

В июле-августе 2009 году МНИЦ-ПЧ после длительного перерыва была организована Памирская экспедиция 2009 года. Основной целью экспедиции было восстановление силами российских и таджикских участников экспедиции, а также группы волонтёров из Киргизии, Казахстана, Украины и Франции, производственных и жилых помещений и зданий, а также инфраструктуры научного полигона, расположенного на высоте 4400 в урочище Ак-Архар Мургабского района ГБАО Республики Таджикистан. Это позволило возобновить экспериментальные исследования космических лучей сверхвысоких энергий на высотах гор по научной программе МНИЦ в рамках широкого международного сотрудничества. В ходе этой экспедиции была собрана и начата экспозиция двухъярусной глубокой рентген-эмульсионной камеры с воздушным зазором величиной 2,5 м и площадью 36 кв.м.

Основной научной целью эксперимента является изучение ядерно-активной проникающей компоненты космических лучей на высотах гор и установление её природы, возможно, связанной с чармированными частицами и быстрым ростом их доли в полном неупругом сечении при возрастании энергии, либо с присутствием в их составе частиц странной кварковой материи — странглетов.
С целью полного возрождения научно-практических работ и исследований данной области Физико-техническим институтом им. С.У.Умарова Национальной академии наук Таджикистана шаг за шагом принимаются соответствующие меры. В том числе одним из важнейших вопросов является подготовка молодых отечественных кадров и соответствующей научной школы, обладающих потенциалом для осуществления обновления этой области с использованием современных технологий. Так, 6 июля 2023 года один из молодых ученых института, научный сотрудник Международного центра ядерно-физических исследований Ризои Бахромзод успешно защитил диссертацию по теме “Развитие методов выделения ливней от γ-квантов очень высокой энергии по данным черенковских детекторов высокогорных установок” под руководством д.ф.-м.н., профессора кафедры физики космоса физического факультета МГУ им. М. В. Ломоносова Галкина Владимира Игоревича.

## Другие направления научной деятельности
В процессе радиоэкологических исследований по направлению «Ядерная физика» создана и апробирована установка для обнаружения и исследования проб радиоактивных выпадений в составе воздушного аэрозоля. Установка предназначена для поиска аномальных зон выпадения космогенного радиоизотопа Ве-7 и объяснения одного из возможных путей миграции изотопа Ве-7 на поверхность почвы, растительности и воды посредством вертикальных потоков воздушных масс из верхних слоёв атмосферы и тропопаузы.

Продолжена разработка новых методов исследования содержания радона в воздухе, почве, воде и атмосферных осадках, а также методов анализа радиационной обстановки в горной местности. В процессе выполнения работ, основанных на ядерно-физических методах, получило обоснование направление исследования горных регионов Таджикистана на наличие техногенных загрязнений.

Получено распределение урана и тория в образцах почвы реки Варзоб. Установлено возрастание концентрации этих элементов в районе ущелья речки Оджуг, посёлок Варзоб. Впервые методом ультразвуковой локации зарегистрирован и определён современный рельеф Кайракумского водохранилища. Результаты этих исследований имеюn важное значение для решения экологических и других народнохозяйственных задач.

Проведено моделирование эффективности гадолиниевых конверторов для детекторов нейтронного излучения. Проведены расчёты по выяснению влияния наноразмерных слоёв нейтронных конверторов на основе гадолиния на общую эффективность регистрации тепловых нейтронов. При учёте вклада низкоэнергетических электронов Оже увеличивается общая эффективность конверторов. Для конверторов из изотопа гадолиния-157 общая эффективность увеличивается более чем на 10 %. Показано, что при расчётах эффективности конверторов на основе изотопа гадолиния-157 необходимо учитывать наноразмерные слои, минимальный шаг дискретизации должен быть не более 10 нанометров. Полученные результаты хорошо согласуются с экспериментальными данными.

Направление «Физика конденсированного состояния» охватывает широкий круг исследований, связанных с решением фундаментальных проблем по изучению состояния и структуры вещества, его свойств и параметров в зависимости от действия различных факторов. Решение этих проблем может служить основой для разработки технологии получения новых перспективных материалов, включая композитные материалы на основе полупроводниковых соединений с заранее заданными свойствами, новых методов анализа и контроля материалов в процессе их получения и последующего легирования примесями, качественно улучшающими их физико-химические свойства, дающие возможность создания приборов на их основе. Проводятся исследования по получению плёнок и гетероструктур на основе органических полупроводников.

В институте разработана технология выращивания кристаллов тройных боратов лития-висмута в условиях низких градиентов температуры. При кристаллизации тройных боратов обнаружены дефекты, связанные с механизмами роста кристаллов. Исследование природы и причин возникновения подобных дефектов даёт возможность определения, как морфологии фронта кристаллизации, так и его устойчивости, а также установления малоугловых границ и блоков, связанных с изменением стехиометрии расплава и образованием газовых включений. Впервые проведены эксперименты по получению тройных боратов методом механосинтеза — совершенно нового подхода в технологии получения подобных соединений.

Исследования в этой области ведутся в основном Отделом наноматериалов и нанотехнологий, который был создан в 2008 года в составе четырёх ранее существовавших подразделений: сектора теоретической физики, лабораторий физики кристаллов, физической акустики (2008—2018) и лаборатории физики низких температур и сверхпроводимости (с 2019). Перед отделом ставятся задачи по продолжению начатых ранее исследований в области теории, разработки технологий создания и экспериментальных и теоретических исследований новых материалов, кристаллов, обладающих полезными физическими свойствами, находящими широкое применение при создании высокотехнологичных приборов (лазеры, микроэлектроника, детекторы различных видов излучений и т. д.).

В лаборатории физической акустики разработаны и внедрены уникальные методы исследования физических свойств, фазовых переходов, физико-химических процессов на границе твёрдое тело-жидкость, как методами активной акустики, так и методами акустической эмиссии.

В секторе теоретической физики в течение ряда лет ведутся исследования физических (акустических, пьезоэлектрических, оптических, магнето- и сегнетоупругих) свойств конденсированных сред, обусловленных возбуждением и динамикой квазичастиц (экситонов, фононов, магнонов и т. д.) и их комплексов (поляронов, солитонов, связанных магнито-упругих солитонов и т. д.). С этой целью развит метод обобщённых когерентных состояний, учитывающий теоретико-групповые свойства и симметрии исходных гамильтонианов, методами функционального интеграла получены гамильтонианы и полуклассические уравнения движения. Получено обобщение известной геометрической фазы Берри для обобщённых когерентных состояний, построенных на группе SU(2S+1), что позволило провести детальный анализ эффектов туннелирования в магнитных наноматериалах (в магнитных наноструктурах таких, как Fe8 и Mn12) с учётом сокращения длины классического спина, обусловленного возбуждением мультипольных полей.

Методами численного компьютерного моделирования проводятся исследования пространственно одно- и двумерных нелинейных эволюционных уравнений, описывающих нелинейные возбуждения различной природы в конденсированных средах (анти- и ферромагнетики Гейзенберга, графен, адронная материя в физике высоких и сверхвысоких энергий).

Проведён анализ физических принципов создания наноструктурированных солнечных элементов и принципов их работы. Созданы сенсибилизированные красителем солнечные элементы без рассеивателей света, а также с наноструктурными рассеивателями на основе диоксида титана и диоксида титана/карбида кремния и проведена оценка их эффективности.

## Криотерапия с использованием жидкого азота
В таджикской медицине широкое использование наряду с традиционными методами получили и новые разработки лаборатории физики низких температур и сверхпроводимости:

- криотерапия с использованием жидкого азота;
- раннее диагностирование с применением методов молекулярной спектроскопии;
- магнито- и лазерная терапия.

Криотерапия с использованием жидкого азота в нашей стране стала возможной благодаря тому, что в 2014 году была восстановлена станция жидкого азота ФТИ НАНТ. Как известно, жидкий азот широко применяется в различных областях медицины: гинекологии, гастроэнтерологии, косметологии, онкологии. Используется он и в сельском хозяйстве при искусственном осеменении крупного рогатого скота племенным материалом. В ФТИ НАНТ производится жидкий азот, который широко применяется не только в научных исследованиях Академии наук, научно-исследовательских лабораториях высших учебных заведений, министерств, ведомств, а также в промышленности республики.

В ФТИ НАНТ совместно с Научно-исследовательским гастроэнтерологическим институтом Министерства здравоохранения Таджикистана изобретён аппарат, с помощью которого можно использовать жидкий азот для уничтожения невидимых раковых клеток на месте. Только что в течение 2016 года уже 50 больным с туберкулёзом и циррозом печени, другими заболеваниями были сделаны операции по новой технологии (д.м.н., профессором С.Ахмедовым). До настоящего времени проведены более 230 успешных криохирургических операций. До этого данной технологией пользовались в онкологическом центре Москвы, также она применялась в Голландии, Италии и в Японии. Для Таджикистана этот способ лечения был недоступен.

## Физика атмосферы
Направление «Физика атмосферы» включает исследование состояния атмосферы, параметров, влияющих на состояние климата и озонового слоя, а также изучение процессов образования атмосферного аэрозоля в результате пылевых бурь и мониторинг состояния техногенного загрязнения атмосферы: Регулярно проводятся измерения общего содержания озона в вертикальном столбе атмосферы в разные периоды года. Исследования проб пылевого аэрозоля методом фотоакустической спектроскопии в ультрафиолетовой и видимой области спектра и сравнение этих результатов с данными, полученными методами ИК-спектроскопии и диффузного отражения, позволили установить идентичность природы земных пылевых аэрозолей и марсианской пыли. Результаты этих исследований крайне необходимы для решения задач прогноза климата и погоды, а также выяснения роли аэрозолей в их изменении.

ФТИ НАНТ несколько лет сотрудничает с Институтом тропосферных исследований им. Лейбница Германии (TROPOS). 26 июня 2019 года в Душанбе, в ФТИ НАНТ начала работу шестая измерительная станция глобальной сети атмосферы для исследований климата (PollyNet). Новая станция является первой в Центральной Азии и находится в пределах глобального пылевого пояса, простирающегося от Марокко до Китая.

ФТИ НАНТ сотрудничает также с Колледжем атмосферных наук университета Ланчжоу Китая (https://en.lzu.edu.cn/). Подписан Меморандум о сотрудничестве (Memorandum of Understanding) в 2018 г. Согласно данному документу сотрудничество запланировано до 2025 г. В данное время идут работы по созданию в ФТИ НАНТ — Центра исследования климата и качества воздуха.

ФТИ НАНТ сотрудничает также с Ключевой лабораторией криосферных наук северо-западного Института экологии окружающей среды и ресурсов Академии наук Китая, находящейся в г. Ланчжоу. В рамках сотрудничества запланировано совместное исследование аэрозоля и элементарного карбона. Заметим, что в научном полигоне ФТИ НАНТ уже проводится сбор общего аэрозоля. В плане установка нового анализатора — аэталометра АЕ33 данного Института в научном полигоне ФТИ НАНТ с целью изучения элементарного карбона.

Лаборатория физики атмосферы ФТИ НАНТ тесно сотрудничает с лабораторией теории климата Института физики атмосферы им. А. М. Обухова РАН, с Евразийским Университетом им. Л. Н. Гумилёва (Казахстан, г. Астана). С кафедрой общей физики и волновых процессов физического факультета МГУ им. М. В. Ломоносова, г. Москва, Россия.

## Директора
- А. А. Адхамов (1964—1992)
- Р. М. Марупов (1992—1999)
- С.О Одинаев (1999—2001)
- А. А. Абдурасулов (2001—2005)
- Х. Х. Муминов (2006—2017)
- А. Холов (И. о. 2017—2019)
- Фарход Шокир (2019-2023)[12]
- Афзалшох Зарифзода (2024)[13]